# PLSCR4
PLSCR4 (англ. Phospholipid scramblase 4) – білок, який кодується однойменним геном, розташованим у людей на короткому плечі 3-ї хромосоми. Довжина поліпептидного ланцюга білка становить 329 амінокислот, а молекулярна маса — 37 005.
| 10         |  | 20         |  | 30         |  | 40         |  | 50         |
| ---------- |  | ---------- |  | ---------- |  | ---------- |  | ---------- |
| MSGVVPTAPE |  | QPAGEMENQT |  | KPPDPRPDAP |  | PEYNSHFLPG |  | PPGTAVPPPT |
| GYPGGLPMGY |  | YSPQQPSTFP |  | LYQPVGGIHP |  | VRYQPGKYPM |  | PNQSVPITWM |
| PGPTPMANCP |  | PGLEYLVQLD |  | NIHVLQHFEP |  | LEMMTCFETN |  | NRYDIKNNSD |
| QMVYIVTEDT |  | DDFTRNAYRT |  | LRPFVLRVTD |  | CMGREIMTMQ |  | RPFRCTCCCF |
| CCPSARQELE |  | VQCPPGVTIG |  | FVAEHWNLCR |  | AVYSIQNEKK |  | ENVMRVRGPC |
| STYGCGSDSV |  | FEVKSLDGIS |  | NIGSIIRKWN |  | GLLSAMADAD |  | HFDIHFPLDL |
| DVKMKAMIFG |  | ACFLIDFMYF |  | ERSPPQRSR  |  |            |  |            |

A: Аланін

C: Цистеїн

D: Аспарагінова кислота

E: Глутамінова кислота

F: Фенілаланін

G: Гліцин

H: Гістидин

I: Ізолейцин

K: Лізин

L: Лейцин

M: Метіонін

N: Аспарагін

P: Пролін

Q: Глутамін

R: Аргінін

S: Серин

T: Треонін

V: Валін

W: Триптофан

Кодований геном білок за функцією належить до фосфопротеїнів. 
Задіяний у таких біологічних процесах як поліморфізм, альтернативний сплайсинг. 
Білок має сайт для зв'язування з іоном кальцію. 
Локалізований у мембрані.